# Вода (фильм, 2005)
«Вода́» (англ. Water) — канадский фильм 2005 года режиссёра Дипы Мехты. Действие фильма происходит в 1938 году и разворачивается вокруг вдовьего ашрама в городе Варанаси, Индия. Фильм является частью трилогии Мехты «Элементы», в которую также входят картины «Огонь» (1996) и «Земля» (1998).
Премьера фильма состоялась на международном кинофестивале в Торонто, где он был удостоен награды Opening Night Gala. Картина была выпущена в прокат по всей Канаде в ноябре того же года.
В Индии фильм вышел 9 ноября 2007 года.

## Сюжет
Индия в 1938 году находилась под гнетом Британских колонистов. Согласно традициям этого периода, брак молодых девочек и более старших мужчин является нормальным явлением. Если муж умирает раньше жены, то у неё есть три пути: сгореть вместе с мужем на погребальном костре, выйти замуж за его младшего брата или остаться вдовой и жить в ашраме (приюте для вдов при храме) до конца своих дней.
Маленькую Чую постигает несчастье — у неё умирает муж и она оказывается в приюте, где жизнь её наполняется скукой и безысходностью. Их ашрам — это небольшой двухэтажный полуразрушенный дом, в котором живут четырнадцать женщин. Здесь они искупают плохую карму, которая якобы явилась причиной смерти их мужей. Ашрамом управляет Мадхумати (Манорама), полная и помпезная леди 70-ти лет. Её единственным другом является сутенёр Гулаби (Рагхувир Ядав), бодрый евнух, к тому же трансвестит. Чуя знакомится с красавицей Кальяни, которая занимается проституцией, чтобы заработать на жизнь себе и другим обитательницам ашрама. Чуя и Кальяни начинают дружить.
Шакунтала (Сима Бисвас), пожалуй, самая загадочная из вдов. Она остроумная, острая на язык, темноволосая женщина с чёрно-карими глазами. Она также является одной из немногих вдов, которые умеют читать. Она имеет достаточно гнева, чтобы дать отпор — даже Мадхумати оставляет её в покое. Шакунтала является очень набожной индуской, читает писания.
Чуя убеждена, что её пребывание в приюте временное, и что мать придет её забрать. С этой мыслью, твёрдо высеченной в её уме, в окружении других вдов, терпимо относящихся к своей судьбе, она быстро приспосабливается к новой жизни.
Однажды Кальяни встречает Нараяна (Джон Абрахам), молодого и очаровательного адвоката из высшего класса, последователя Махатмы Ганди и гандизма. Увидев его Кальяни испытывает влечение, но понимает что вдовам трудно найти способ развивать любые виды отношений из-за сложившихся устоев. Кальяни также привлекает Нараяна, но хочет уйти в знак уважения к традициям, ведь это грех говорить с вдовами.
Нараян связывается с Кальяни через Чую как через посыльную и позже находит способ устроить свидание. Он высказывает своё намерение увезти Кальяни в Калькутту. Та шепчется в доме вдов с Чуей и рассказывает ей свои свадебные планы, отчего Чуя приходит в восторг.
Мадхумати узнает о планах Кальяни и пытается помешать им осуществиться, ведь если план удастся Мадхумати потеряет источник дохода. К тому же согласно писаниям вдова вступившая в повторный брак обречена на позор и семь перерождений в теле шакала. Мадхумати изолирует Кальяни, обрезает ей волосы. Шакунтала, несмотря на протесты других вдов, открывает дверь в комнату Кальяни.
Кальяни купается в реке, и прогуливается к небольшому пустынному храму, где Нараян ждет её. Нараян просит её шепотом, чтобы она вышла за него замуж. Нараян приглашает Кальяни в свой дом, где также живут его родители. Когда они прибывают, Кальяни понимает, что отец Нараяна был одним из её клиентов. Кальяни уходит. Отец открывает Нараяну, что он также использовал Кальяни в качестве проститутки. Вот что он говорит: «брамин может взять любую женщину какую они хотят, и такие женщины будут благословлены» — это злит и возмущает Нараяна. Он говорит, что Священное Писание осуждает тех, кто использует свой статус в качестве предлога для нравственной распущенности. В это время Кальяни пытается вернуться в дом вдов, но её не пускают, обрекая на нищее существование. В отчаянии Кальяни топится в реке. Нараян приходит утром в ашрам, чтобы забрать Кальяни, но узнает что её нет. Он покидает дом отца чтобы присоединиться к Махатма Ганди.
В это время Мадхумати, чтобы не потерять деньги, отдает маленькую Чую богатому клиенту, который насилует ребёнка. У девочки шок, она ничего не видит и не слышит.
После похорон Кальяни и изнасилования девочки, Шакунтала забирает ребёнка и проводит с ней ночь на берегу реки. Во время прогулки по городу с Чуей на руках она слышит о Ганди на вокзале, готового уехать из города. Интуитивно, она следует за толпой к нему для благословения перед его отъездом. Как только поезд отходит, в порыве отчаяния, Шакунтала бежит вдоль поезда, просить людей принять Чую с ними, и воспитывать её под присмотром Ганди. Она видит Нараяна на подножке поезда и последним усилием отдает Чую ему. Поезд отправляется, оставив Шакунталу со слезящимися глазами позади, принимая Чую в светлое будущее.

## В ролях
- Сарала Кариявасам (Sarala Kariyawasam) — Чуя
- Лиза Рэй — Кальяни
- Джон Абрахам — Нараян
- Манорама — Мадхумати, глава ашрама
- Сима Бисвас — Шакунтала
- Ринсли Вираратне — муж Чуи
- Ирангэни Серасинг — свекровь
- Хермантха Гамадж — парикмахер
- Роника Саджани — Кунти
- Ришма Малик — Снехалата
- Мира Бисвас — Джиянвати